# Солдат будущего (игра)
Солдат будущего (англ. Soldier of the Future) — компьютерная игра в жанре пошаговой стратегии, разработанная в 1996 году Иваном Гудковым для персонального компьютера семейства ZX Spectrum. Отличительной особенностью этой игры является написание программ для своих игровых персонажей, вместо прямого управления ими.

## Описание
Недетерминированная стратегия, где игровые персонажи принимают решения самостоятельно (хотя и в пределах написанной программы) и основное занятие игрока — улучшение своих роботов и написание для них всё более сложных программ. И в итоге наблюдение за виртуальными боями между роботами компьютера и его собственными. Поэтому графика требовалась правдоподобная, но поскольку автор видимо не слишком хорошо рисовал, то многие спрайты были взяты из игры Laser Squad. Но несмотря на это, процесс программирования робота сделан полностью графически, то есть программа для робота составляется из кубиков логики и команд, а не написанием текста.